# Bialbero di Casorzo

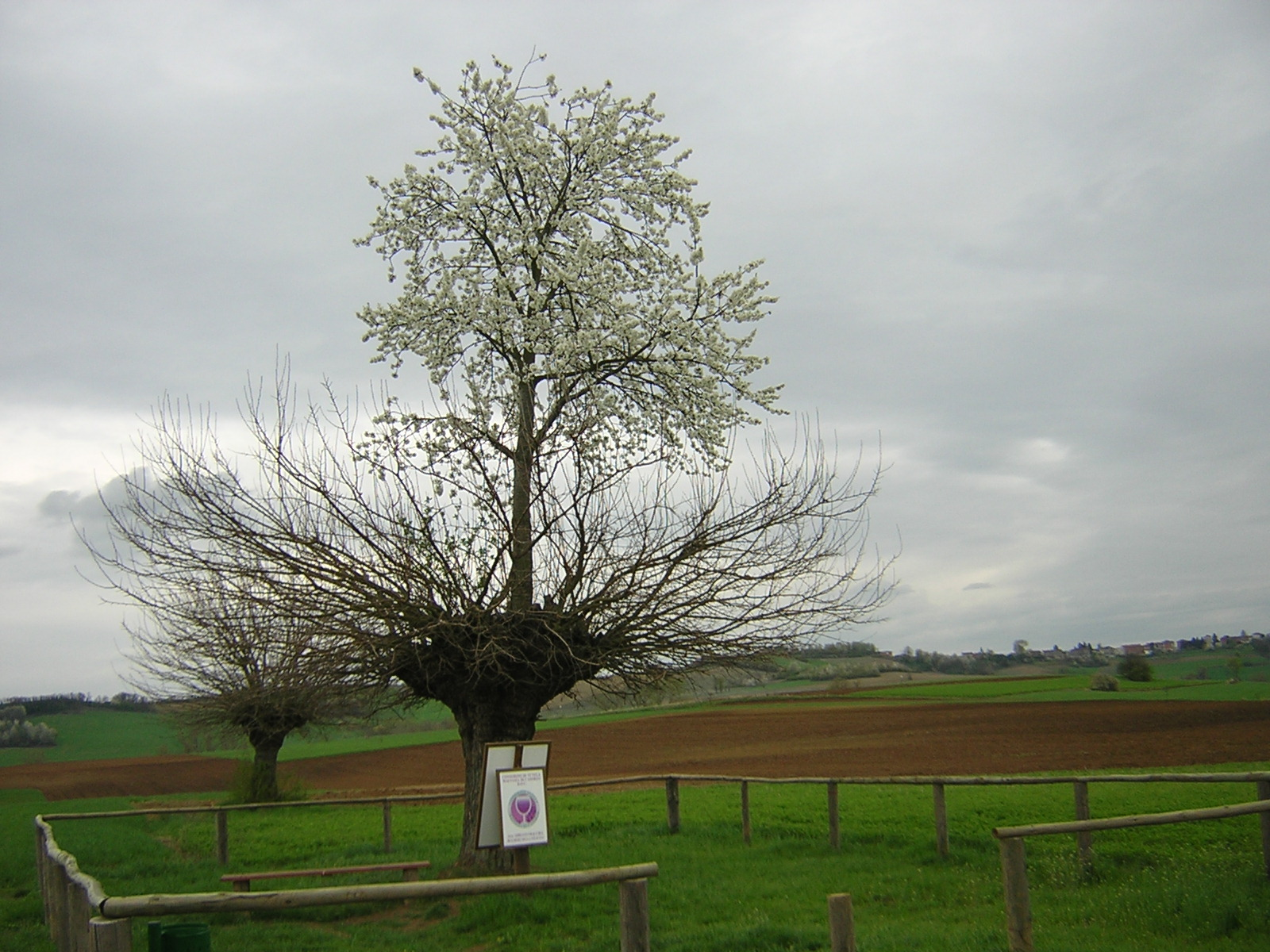
Bialbero di Casorzo vào năm 2005

Bialbero di Casorzo (tiếng Ý: "cây đôi Casorzo"), nằm giữa Grana và Casorzo ở vùng Piemonte, thuộc Ý. Nó bao gồm một cây dâu tằm (Morus nigra) có 
thân cây rỗng bên trong, cao khoảng 5 m, và một cây cherry phát triển ở phía trên cây dâu tằm, cũng đạt chiều cao hơn 5 mét. Có thể đã có một con chim thả hạt của cây cherry lên trên thân cây rỗng của cây dâu tằm, và sau đó có đầy đủ điều kiện lý tưởng để phát triển.
Thực vật phát triển theo kiểu biểu sinh không phải là bất thường, nhưng chúng thường đạt kích thước nhỏ và tuổi thọ ngắn, vì thông thường không có đủ mùn và không gian có sẵn ở nơi chúng phát triển.
Các loài thực vật biểu sinh có kích thước lớn như thế này đòi hỏi "cây ở phía trên" có sự kết nối giữa gốc với mặt đất, ví dụ bằng cách mọc rễ xuyên qua một thân cây rỗng.